# Eunice eimeorum
Eunice eimeorum är en ringmaskart som beskrevs av Fauchald 1992. Eunice eimeorum ingår i släktet Eunice och familjen Eunicidae. Inga underarter finns listade i Catalogue of Life.